# Dare!
Dare! è il titolo del primo album discografico di Nina Gerhard, pubblicato nel 1995.

## Tracce
1. Until All Your Dreams Come True
2. The Reason Is You (Tranceformer Radio Mix)
3. Rhythm Of Love
4. I Dare
5. Didn't Really Mean It
6. Sell Me Your Secrets
7. Here You Come
8. Loe You Up
9. Mind Over Matter
10. Save My Life
11. The Reason Is You (Original Radio Mix)
12. In Her Shoes
13. I Dare (Peter Graber Remix)
14. Keep Me In Mind

### Versione giapponese
1. Can' t Stop This Feeling
2. I Feel Your Heartbeat
3. One Voice For Everyone
4. I Keep Missing You
5. Until All Your Dreams Come True
6. The Reason Is You (Tranceformer Radio Mix)
7. Rhythm Of Love
8. I Dare
9. Didn' t Really Mean It
10. Sell My Your Secrets
11. Here You Come
12. Love You Up
13. Mind Over Matter
14. Save My Life
15. The Reason Is You (Original Radio Mix)
16. In Her Shoes
17. I Dare (Peter Graber Remix)
18. Keep Me In Mind